# Cidade Ademar
Cidade Ademar est un district situé à la zone sud de la ville de São Paulo. Il porte le nom d'Adhemar de Barros (dont le gendre possédait des terres dans la région), qui l'a nommé district en 1946.
La région est à l'origine un lieu de dortoir, avec une croissance démographique résultant de l'explosion industrielle des années 1960. Les agriculteurs qui possédaient les terres de la région ont été contraints de se débarrasser de leurs terres et des lotissements ont émergé, vendus à des travailleurs qui ont émigré de différentes régions du Brésil vers São Paulo. Dans les années 1970, le processus d'exode rural a contribué à l'augmentation de la population de la région, les nouveaux résidents étant attirés par la division des lots et la possibilité de posséder leur propre terre.
Jusqu'en 1996, Cidade Ademar appartenait à la région administrative de Santo Amaro, qui était une région périphérique à son centre urbain.
Aujourd'hui, dans le quartier, il y a une unité Poupatempo et un grand couloir de bus interurbain, qui relie la région de la Marginal Pinheiros à l'ABC Paulista.

## Quartiers
- Americanópolis[2]
- Cidade Ademar[2]
- Cidade Júlia[2]
- Cupecê[2]
- Jardim Cidália[2]
- Jardim Cupecê[2]
- Jardim Harmonia[2]
- Jardim Los Angeles[2]
- Jardim Luso[2]
- Jardim Maria Luiza[2]
- Jardim Martini[2]
- Jardim Melo[2]
- Jardim Miriam[2]
- Jardim Niteroi[2]
- Jardim Nosso Lar[2]
- Jardim Orly[2]
- Jardim Prudência[2]
- Jardim Santo Antoninho[2]
- Jardim São Carlos[2]
- Jardim São Jorge[2]
- Jardim Sônia[2]
- Jardim Uberaba[2]
- Jardim Vilas Boas[2]
- Jardim Zaira[2]
- Vila Capela[2]
- Vila Castelo[2]
- Vila Clara[2]
- Vila Erna[2]
- Vila Império[2]
- Vila Inglesa[2]
- Vila Joaniza[2]
- Vila Marari[2]
- Vila Nova Caledônia[2]
- Vila Patrimonial[2]
- Vila Rica[2]
- Vila São Paulo[2]

## Districts et municipalités limitrophes
- Liste des districts de São Paulo
- Jabaquara (Nord)
- Santo Amaro (Nord-ouest)
- Campo Grande (Ouest)
- Pedreira (Sud)
- Diadema (Est)[3]